# Braljina (Ćićevac)
Braljina (em cirílico: Браљина) é uma vila da Sérvia localizada no município de Ćićevac, pertencente ao distrito de Rasina, na região de Pomoravlje. A sua população era de 66 habitantes segundo o censo de 2011.

## Demografia
| 1948 | 1953 | 1961 | 1971 | 1981 | 1991 | 2002 | 2011 |
| ---- | ---- | ---- | ---- | ---- | ---- | ---- | ---- |
| 363  | 369  | 357  | 259  | 221  | 156  | 118  | 66   |